# Кент (півострів)
Кент (англ. Kent Peninsula) — великий півострів на північному заході Канади.

## Географія
Півострів Кент розташований на півночі материкової частини території Нунавут. На захід від півострова лежить затока Коронейшен. На півночі протока Діз відокремлює його від великого острова Вікторія. На півдні протока Мелвілл і затока Елу майже повністю відрізають півострів від материка, з яким він пов'язаний лише вузьким перешийком на південному сході. На південному сході омивається водами бухти Лабіринт затоки Куїн-Мод. Крайня західна точка півострова — мис Фліндерс (Flinders Cape), крайня північна — мис Александер (Cape Alexander). Найвища точка півострова — Маунт-Джордж (Mt.George) заввишки 183 метри. Довжина півострова 112 км, ширина — 40 км.
Томас Сімпсон назвав острів на честь Герцогині Кентської, сестри короля Бельгії Леопольда I та матері королеви Великої Британії Вікторії.

## Історія
Раніше західні території цього півострова слугували місцем проживання ескімосам із підгрупи Умінгмуктогміут, поселення яких називалося Умінгмуктог (англ. Umingmuktog). Для багатьох дослідників орієнтиром став мис Тернегейн (англ. Turnagain Point), розташований за 25 миль від мису Фліндерс, біля мису Франкліна (координати 68°36′30″ пн. ш. 108°18′30″ зх. д. / 68.60833° пн. ш. 108.30833° зх. д.). 1821 року серу Джону Франкліну вдалося обійти мис із заходу. 1838 року Томас Сімпсон досяг майже тієї ж точки, але шлях перегородили льоди, що змусило його відійти на 100 миль у східному напрямку. 1839 року, коли в тих місцях льодів не було, Сімпсон повністю обігнув узбережжя.